# Carole & Tuesday
Carole & Tuesday (キャロル&チューズデイ?, Kyaroru & Chūzudei) è una serie televisiva anime di 24 episodi prodotta dallo studio Bones in occasione del ventesimo anniversario dello fondazione dello studio. Le prime 12 puntate della stagione sono state trasmesse da Fuji Television dal 10 aprile al 26 giugno 2019 e sono state distribuite nel resto del mondo da Netflix in streaming il 30 agosto 2019. La seconda parte della stagione è stata trasmessa da Fuji Television dal 10 luglio al 2 ottobre 2019 e nel resto del mondo la seconda parte è stata trasmessa sempre da Netflix il 24 dicembre 2019.

## Trama

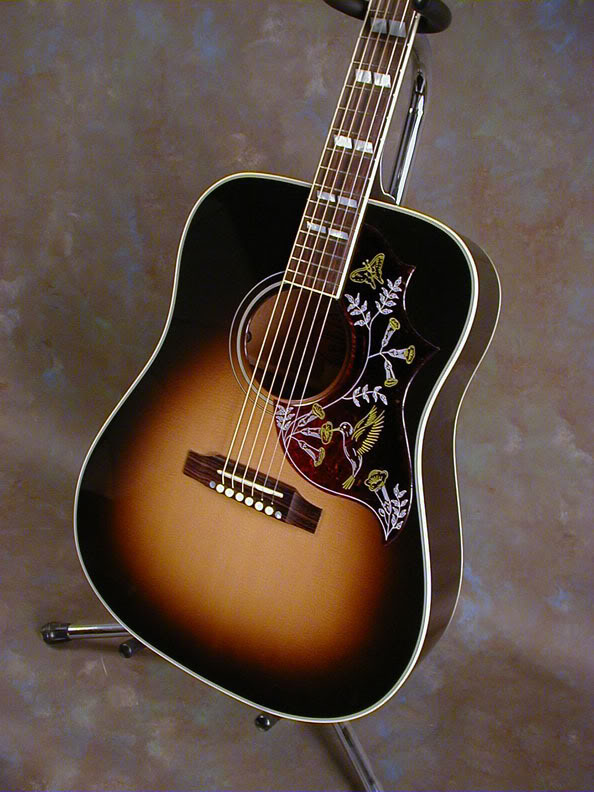
La chitarra Gibson Hummingbird utilizzata da Tuesday

In un'epoca dove l'umanità ha colonizzato il pianeta Marte, Carole vive nella metropoli marziana di Alba City guadagnandosi da vivere con lavori saltuari, ma coltivando il sogno di diventare musicista. Un giorno incontra per caso Tuesday, una ragazza benestante appena scappata di casa con solo una valigia e la sua chitarra acustica Gibson, anche lei col sogno della musica. Le due ragazze non lo sanno ancora, ma la loro amicizia rivoluzionerà di lì a poco tutto il campo culturale e musicale, ormai da troppo tempo coltivato unicamente dalle IA visto che l'apporto creativo umano sembrava ormai esaurito.

## Personaggi

### Principali
Carole Stanley (キャロル?, Kyaroru)
Doppiata da: Miyuri Shimabukuro (voce, ed. giapponese), Margherita De Risi (voce, ed. italiana), Nai Br.XX (canto)
Diciassettenne dalle origini afroamericane, è stata abbandonata da piccola dai genitori. Cresciuta in un orfanotrofio, è poi emigrata su Marte e ha vissuto a lungo in un campo profughi. Vive in un appartamento di fortuna ad Alba City e fa lavori saltuari da cui viene costantemente licenziata; ha un animale IA, un gufo di nome Jiggy (ジギー?, Jigī). Ragazza solitaria, riesce ad esprimere le sue emozioni solamente con la musica, quando si ritrova a volte a suonare la tastiera agli angoli delle strade. Ha un carattere molto forte, veste con uno stile da strada ed è sempre pronta a difendere le persone a cui tiene. In seguito, scopre che la madre è morta quando era piccola e il padre, Dan (ダン?), è finito in prigione per aver colpito un altro per autodifesa.
Tuesday Simmons (チューズデイ?, Chūzudei)
Doppiata da: Kana Ichinose (voce, ed. giapponese), Emanuela Ionica (voce, ed. italiana), Celeina Ann (canto)
Ragazza di 17 anni, nata e cresciuta ad Hassel City in una famiglia agiata (sua madre è un importante esponente politico). Da sempre repressa dalla madre, non ha mai eccelso negli studi come il fratello né trovato la sua strada, così decide di fuggire da casa per andare a vivere nella capitale di Marte, con solamente una valigia e la sua chitarra acustica Gibson Hummingbird. Ha un carattere piuttosto timido e riservato; ha dei lunghi capelli biondi, gli occhi azzurri e veste con abiti bon ton. Gira sempre con un taccuino rosa, in cui scrive i suoi pensieri e i testi delle canzoni.
Angela Carpenter (アンジェラ?, Anjera)
Doppiata da: Sumire Uesaka (voce, ed. giapponese), Elena Perino (voce, ed. italiana), Alisa (canto)
Modella sedicenne, è nel mondo dello spettacolo da quando aveva 3 anni. Per accrescere la fama della figlia e per esaudire un suo sogno, la madre la spinge ad entrare nel mondo della musica con l'aiuto di Tao, un esperto di intelligenza artificiale che crea canzoni fatte apposta per la voce e l'animo di Angela. Vive da sola in un appartamento separato da quello della madre, della quale si intuisce avere timore. Alla fine della storia, si scopre essere stata adottata da Dahlia poiché nata in provetta.
Gus Goldman (ガス?, Gas)
Doppiato da: Akio Ōtsuka (ed. giapponese), Dario Oppido (ed. italiana)
Uomo di mezza età di origini texane, è un ex batterista rock ed ex manager musicale, ormai messo da parte e dedito all'alcol. Dopo aver visto per caso su Internet un video di Carole e Tuesday, si propone come loro manager per aiutarle a diventare famose, capendo il loro potenziale.
Tao (タオ?, Tao)
Doppiato da: Hiroshi Kamiya (ed. giapponese), Renato Novara (ed. italiana)
Informatico esperto di intelligenza artificiale, sta sviluppando una tecnologia in grado di capire e riprodurre l'animo umano. Grazie a questo, è in grado di aiutare Angela nella sua carriera da musicista, producendo per lei canzoni di successo basate sugli algoritmi e i punti di forza della ragazza. Anni prima degli eventi, ha condotto delle ricerche illegali sugli esseri umani, coperte poi da alcuni esponenti politici che volevano trarre profitto dalla tecnologia di Tao. Come Angela, è il primo bambino nato in provetta.
Roddy (ロディ?, Rodi)
Doppiato da: Miyu Irino (ed. giapponese), Alessio Puccio (ed. italiana)
Diciassettenne esperto di informatica, è il tecnico del suono di Ertegun e un conoscente di Gus. Carica su Internet un video di Carole e Tuesday ripreso estemporaneamente con lo smartphone e aiuta Gus a rintracciare le due ragazze, di cui poi diventa amico e sostenitore.
Dahlia (ダリア?, Daria)
Doppiata da: Kenyu Horiuchi (ed. giapponese), Edoardo Nordio (ed. italiana)
Ha 43 anni ed è la madre e l'agente di Angela. A causa delle radiazioni di Marte è diventata ermafrodita e ha acquisito caratteristiche mascoline.

### Artisti
Ertegun (アーティガン?, Ātigan)
Doppiato da: Mamoru Miyano (ed. giapponese), Enrico Pallini (ed. italiana)
Famoso DJ e produttore musicale su Marte. Fa da giudice per le semifinali e la finale del contest Mars Brightest.
Skip Collins (スキップ?, Sukippu)
Doppiato da: Hiroki Yasumoto (voce, ed. giapponese), Alessandro Ballico (voce, ed. italiana), Thundercat (canto)
Cantante e chitarrista, aiuta con il suo gruppo Carole e Tuesday a registrare il loro singolo d'esordio dopo averle conosciute al Festival Cydonia.
Desmond (デズモンド?, Desumondo)
Doppiato da: Kōichi Yamadera (voce), Marker Starling (canto)
Cantante e pianista, era molto famoso quando Carole e Tuesday erano piccole. A causa delle radiazioni di Marte sta diventando ermafrodita, e grazie all'influenza degli ormoni femminili la sua sensibilità è aumentata; tuttavia, il suo fisico è molto debole e ha costantemente bisogno di un farmaco, che però gli fa perdere momentaneamente la voce. Dalla morte del suo unico amore, vive con una IA nel suo giardino botanico, avendo pochi contatti con l'esterno e fomentando così delle leggende su di lui.
Flora (フローラ?)
Doppiata da: Megumi Hayashibara (voce), Jessica Karpov (canto)
Cantante di successo, fu la prima artista scoperta da Gus. La ragazza poi prese le distanze dal manager e si affidò solo alla sua etichetta discografica, entrando presto in depressione a causa della fama e diventando dipendente da psicofarmaci e alcol. È stata d'ispirazione per Carole.
Crystal (クリスタル?, Kurisutaru)
Doppiata da: Maaya Sakamoto (voce, ed. giapponese), Stefania Rusconi (voce, ed. italiana), Lauren Dyson (canto)
Cantante molto famosa su Marte, idolo di Carole e Tuesday. Partecipa all'esibizione delle ragazze durante il Grammy.
Amer (アメル?, Ameru) / Ezekiel (エゼキエル?, Ezekieru)
Doppiato da: Subaru Kimura (voce, ed. giapponese), Stefano Sperduti (voce, ed. italiana), Denzel Curry (canto)
Amico d'infanzia di Carole, è cresciuto nello stesso istituto della ragazza, per poi trasferirsi su Marte come immigrato clandestino. Successivamente, si è unito a una gang ed è diventato il famoso rapper Ezekiel. A causa dei messaggi politici nella sua musica, viene arrestato e rispedito sulla Terra.
Joshua (ヨシュア?, Yoshua)
Doppiato da: Yūki Kaji (ed. giapponese), Corrado Niro (ed. italiana)
Frontman della band Omega, è un alcolizzato e spesso è costretto a cancellare le esibizioni per le sue condizioni fisiche.

### Mars Brightest

#### Giudici
Catherine (カトリーヌ?, Katerīnu)
Doppiata da: Seiko Tamura (ed. giapponese), Carolina Zaccarini (ed. italiana)
Giudice del contest musicale, è proprietaria dell'etichetta discografica che gestisce il talent show.
Benito (ベニート?, Benīto)
Doppiato da: Kōji Ochiai (ed. giapponese), Gianluca Machelli (ed. italiana)
Shakti (シャクティ?, Shakuti)
Doppiato da: Hiroyuki Yoshino

#### Concorrenti
Cybelle (シベール?, Shibēru)
Doppiata da: Ayane Sakura (voce, ed. giapponese), Lavinia Paladino (voce, ed. italiana), Maika Loubté (canto)
Concorrente del talent show, vi partecipa con il solo scopo di avvicinare Tuesday e di creare un nuovo duo. Quando la ragazza rifiuta, Cybelle, piena di rancore, ferisce Tuesday, e per questo viene arrestata.
Pyotr (ピョートル?, Piyōtoru)
Doppiato da: Shouta Aoi (voce, ed. giapponese), Daniele Raffaeli (voce, ed. italiana), J R Price (canto)
Influencer sui social network, decide di partecipare al contest per accrescere i suoi follower e per esprimere il suo animo.
Mermaid Sisters (マーメイド・シスターズ?, Māmeido Shisutāzu)
Doppiati da: Shintarō Asanuma (voce), Yuri Kuriyama (canto)
Gruppo di quattro gemelli, tre dei quali drag queen. Vengono eliminati a causa del testo della loro canzone troppo volgare.
Fire Brothers (ファイヤー兄弟?, Faiyā Kyōdai)
Doppiati da: Shōzō Iizuka (voce), Singman (canto)
Duo di fratelli gemelli di 99 anni; suonano metal.
OG Bulldog (OGブルドッグ?, OG Burudoggu)
Doppiato da: Hiroshi Shirokuma (voce), Kazuma Kudo (canto)
Concorrente che si dice sia stato parte di una gang. Ha uno stile particolare, per cui canta con voce lirica su una base rap.
GGK
Doppiata da: Misaki Kuno (voce), Madison McFerrin (canto)
Concorrente misterioso, i cui discorsi e canzoni sono incentrati sulla sua connessione con l'Universo.

### Altri personaggi
Valerie Simmons (ヴァレリー?, Varerī)
Doppiata da: Tomoko Miyadera (ed. giapponese), Mirta Pepe (ed. italiana)
Ha 47 anni ed è la madre di Tuesday di Spencer, che ha cresciuto da sola. Importante esponente politico candidata per le elezioni presidenziali, durante la sua campagna elettorale per risalire nei sondaggi non si fa scrupolo di adottare una politica populista contraria all'immigrazione, che indica come la causa principale dei problemi di Marte. È in realtà manipolata dal suo consulente, Jerry.
Spencer Simmons (スペンサー?, Supensā)
Doppiato da: Takahiro Sakurai (ed. giapponese), Daniele Di Matteo (ed. italiana)
Fratello maggiore di Tuesday, ha 21 anni. Studente dell'Università di Harvard su Marte, disapprova la politica populista della madre e incoraggia segretamente la sorella nella sua avventura nel mondo della musica. In seguito, collabora con il giornalista Kyle per smascherare le azioni illecite di Jerry.
Kyle (カイル?, Kairu)
Doppiato da: Jun'ichi Suwabe (ed. giapponese)
Giornalista che si occupa delle elezioni presidenziali, in precedenza fu spesso un inviato di guerra. Collabora con Tuesday e Spencer, e scopre che dietro all'attentato all'impianto meteorologico vi è Jerry.
Jerry Eagan (ジェリー?, Jerī)
Doppiato da: Yutaka Aoyama (ed. giapponese)
Consulente politico di Valerie, è un sondaggista che sfrutta le IA per analizzare i dati. Manipola Valerie per raggiungere i suoi scopi politici.
Katy Kimura (ケイティ・キムラ?)
Doppiata da: Nao Tōyama (ed. giapponese), Giulia Franceschetti (ed. italiana)
Manager di Angela e sua grande fan.

## Media

### Anime

#### Produzione e distribuzione

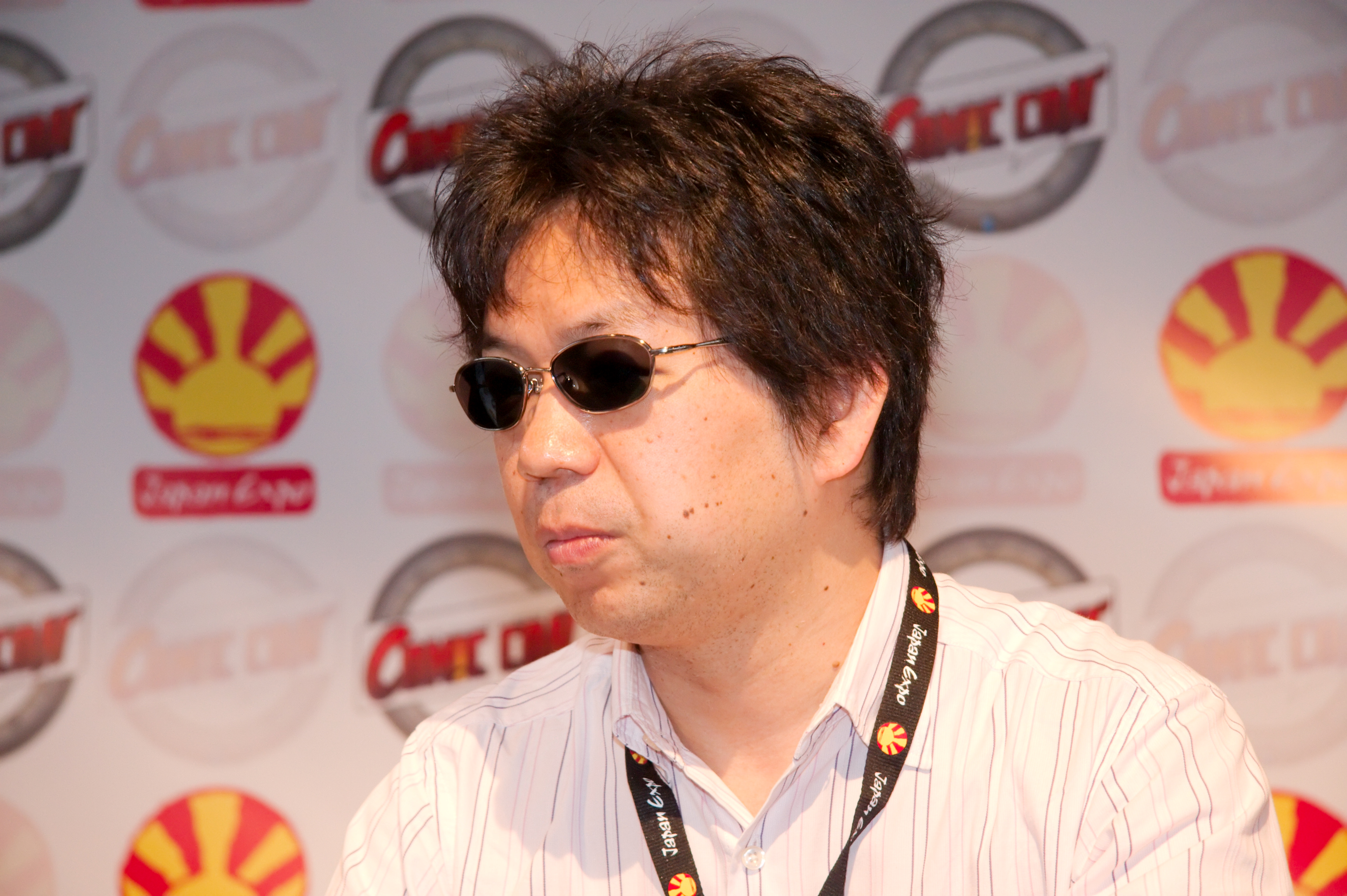
Shin'ichirō Watanabe, regista supervisore della serie

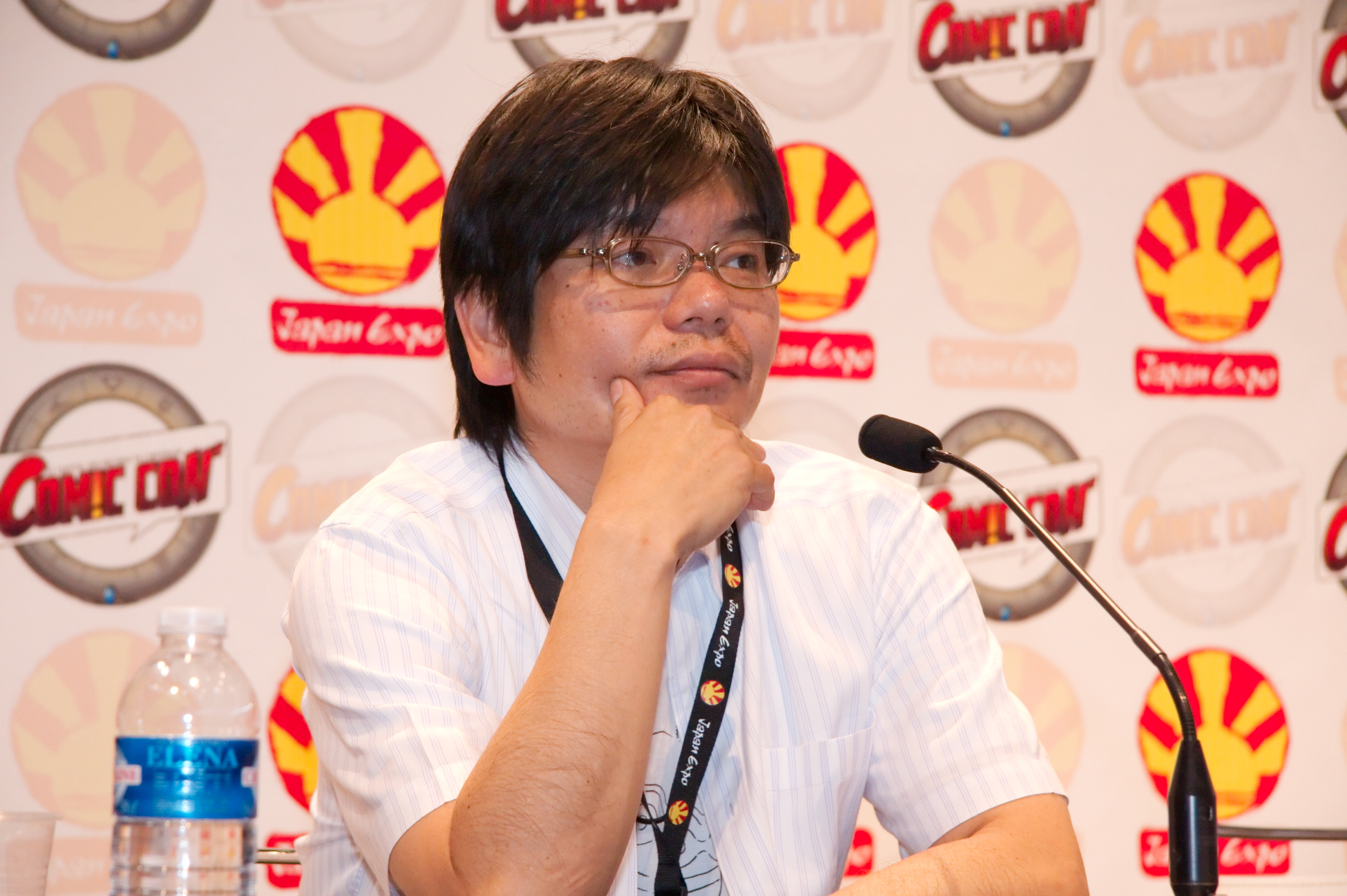
Il produttore Masahiko Minami

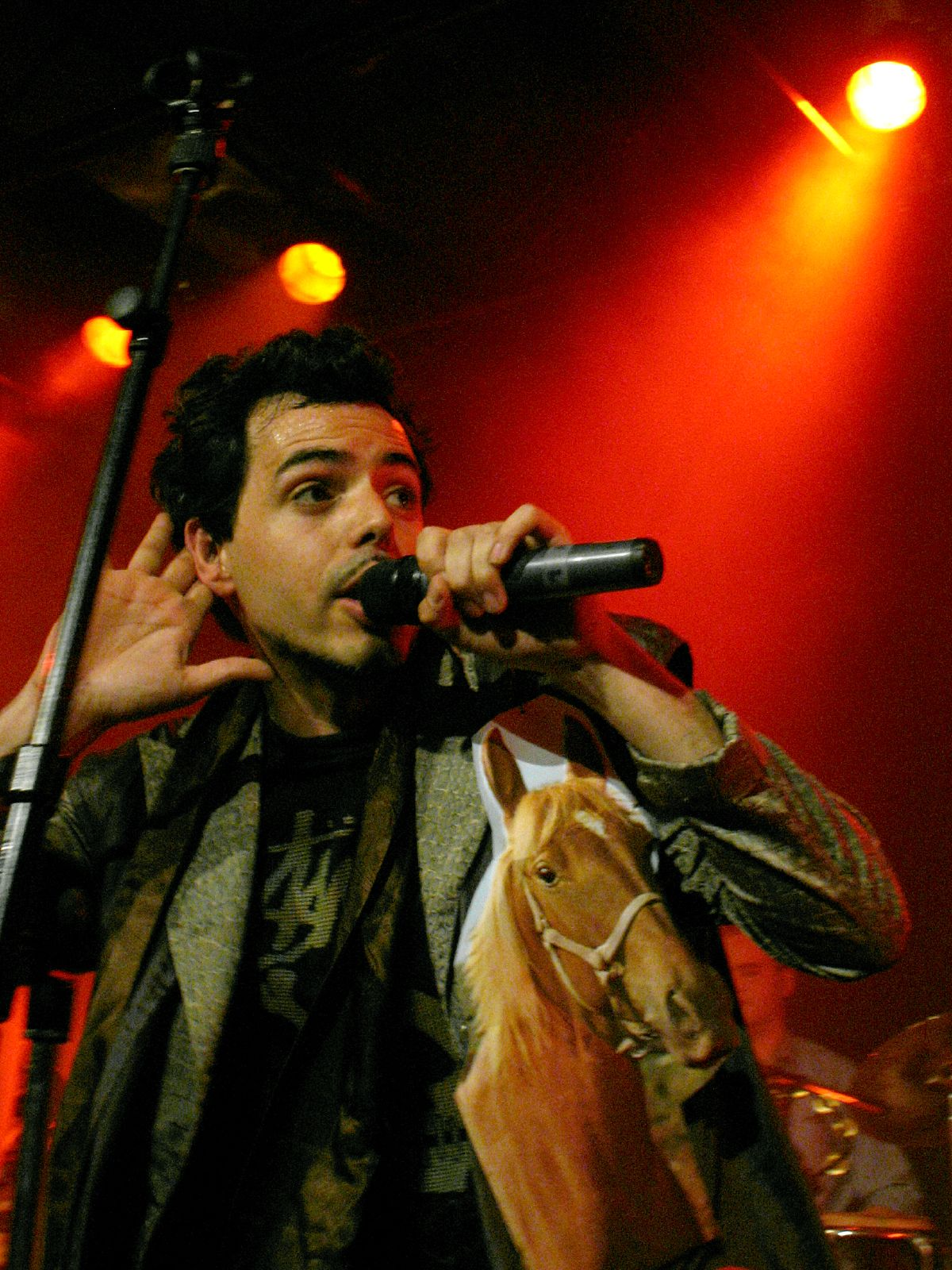
Mocky, curatore delle musiche

La serie televisiva animata, prodotta dello studio giapponese di animazione Bones, si compone di 24 episodi. È diretta da Motonobu Hori, scritta da Aya Watanabe, con Shin'ichirō Watanabe come regista supervisore, mentre Eisaku Kubonouchi e Tsunenori Saito hanno curato i disegni dei personaggi. La serie è stata trasmessa a partire dal 10 aprile 2019 su Fuji TV all'interno del programma contenitore +Ultra timeslot, mentre Netflix si è aggiudicata il contratto in esclusiva per la distribuzione internazionale via streaming che avverrà per i primi 12 episodi il 30 agosto 2019 con doppiaggi in varie lingue tra cui l'italiano.
La serie è stata prodotta in occasione del 20º anniversario della nascita dello studio Bones e del decimo anniversario dell'etichetta discografica giapponese FlyingDog. Il 1º maggio 2019 è stato distribuito su LINE LIVE Carole & Tuesday Golden Week Special, un documentario dietro le quinte con sessioni di registrazione delle cantanti e il video musicale della sigla di apertura Kiss Me.

#### Colonna sonora
Sigle iniziali
- Kiss Me (epp. 2–11), testo, musica, arrangiamento: Nulbarich; canto: Carole (Nai Br.XX) e Tuesday (Celeina Ann)
- Polly Jean (epp. 13-24), testo: Leo Imai; musica, arrangiamento: Keigo Oyamada; canto: Carole (Nai Br.XX) & Tuesday (Celeina Ann)

Sigle finali
- Hold Me Now (epp. 1, 11), testo, musica, arrangiamento: Benny Sings; canto: Carole (Nai Br.XX) e Tuesday (Celeina Ann)
- Not Afraid (epp. 13-24), testo, musica, arrangiamento: LIDO; canto: Angela (Alisa)

Altre canzoni
- The Loneliest Girl (epp. 2, 12), testo, musica, arrangiamento: Benny Sings; canto: Carole (Nai Br.XX) e Tuesday (Celeina Ann)
- Round & Laundry (epp. 3, 6), testo, musica, arrangiamento: Maisa Tsuno; traduzione inglese: Celeina Ann; canto: Carole (Nai Br.XX) e Tuesday (Celeina Ann)
- Who am I the Greatest (epp. 3, 6), Musica: Taku Takahashi
- Move Mountains (epp. 5, 9), testo, musica, arrangiamento: LIDO; canto: Angela (Alisa)
- Someday I'll Find My Way Home (ep. 5), testo, musica, arrangiamento: Benny Sings; canto: Carole (Nai Br.XX) e Tuesday (Celeina Ann)
- Unrequited Love (ep. 6), testo, musica, arrangiamento: Flying Lotus e Thundercat; canto: Skip (Thundercat)
- Unbreakable (ep. 6), testo, musica, arrangiamento: Evan "Kidd" Bogart, Justin Grey; canto: Crystal (Lauren Dyson)
- Never Die (ep. 8), testo, musica, arrangiamento: P.D; canto: Fire Brothers (Hiroaki Takeuchi)
- Dance Tonight (ep. 8), testo, musica, arrangiamento: G.RINA; canto: Peter (J R Price)
- Bulldog Anthem (ep. 8), testo, musica, arrangiamento: P.D; canto: OG Bulldog (Kudo Kazuma)
- Whispering My Love (ep. 8), testo, musica, arrangiamento: Jen Wood; canto: Carole (Nai Br.XX) e Tuesday (Celeina Ann)
- Milky Way (ep. 9), testo, musica, arrangiamento: Madison McFerrin e Taylor McFerrin; canto: GGK (Madison McFerrin)
- Galactic Mermaid (ep. 9), testo: Yuri Kuriyama; musica: Tokinori Kakimoto; canto: Mermaid Sisters (Yuri Kuriyama)
- La Ballade (ep. 9), testo: Jean-Paul Lebautet; traduzione francese, musica: Maika Loubté; canto: Cybelle (Maika Loubté)
- Gravity Bounce (ep. 10), testo, musica, arrangiamento: Madison McFerrin e Taylor McFerrin; canto: GGK (Madison McFerrin)
- All I Want (ep. 10), testo, musica, arrangiamento: Mark Redito; canto: Angela (Alisa)
- Love Yourself (epp. 10, 11), testo, musica, arrangiamento: G.RINA; canto: Peter (J R Price)
- Lost My Way (ep. 11), testo: Jen Wood; musica e arrangiamento: Gabe Vanbenschoten e Jen Wood; canto: Carole (Nai Br.XX) e Tuesday (Celeina Ann)
- Threads (ep. 12, 18), testo, musica, arrangiamento: Eirik Glambek Bøe; canto: Carole (Nai Br.XX) e Tuesday (Celeina Ann)
- Light A Fire (ep. 12), testo, musica, arrangiamento: Justin Gray e Evan Bogart; canto: Angela (Alisa)
- Breathe Again (ep. 13), testo, musica, arrangiamento: Brendon Scott, Mark Jefferson e Alison Wonderland; canto: Angela (Alisa)
- Army Of Two (epp. 13, 15, 18), testo, musica, arrangiamento: Andy Platts; canto: Carole (Nai Br.XX) e Tuesday (Celeina Ann)
- Miserere mei, deus (ep. 15), testo: Leo Imai; musica, arrangiamento: Taro Umebayashi; canto: Desmond (Marker Starling)
- All I See (ep. 15), testo: Shun Ikegai; musica, arrangiamento: yahyel; canto: Desmond (Marker Starling)
- Give Yout The World (ep. 16), testo, musica, arrangiamento: Justin Gray e Evan Bogart; canto: Flora (Jessica Ashley Karpov)
- Give Yout The World (C&T ver.) (ep. 16), testo, musica, arrangiamento: Justin Gray e Evan Bogart; canto: Carole (Nai Br.XX) e Tuesday (Celeina Ann)
- Day by Day (ep. 16), testo: Yukawa; musica: Shohei Takagi; arrangiamento: Cero; canto: Carole (Nai Br.XX) & Tuesday (Celeina Ann)
- Take Me Now (ep. 19), testo, musica, arrangiamento: Banvox
- LIGHT GO OUT (ep. 19), testo, musica, arrangiamento: Jacob Summers, Tyler Spry, Santino Holtzer, Ole Sturm, Steve Aoki & MOGUAI; canto: Angela (Alisa)
- Message In The Wind (ep. 19), testo, musica, arrangiamento: Sensei Bueno; canto: Carole (Nai Br.XX) e Tuesday (Celeina Ann)
- Beautiful Breakdown (ep. 20), testo, musica, arrangiamento: Caroline Lufkin; canto: Carole (Nai Br.XX) e Tuesday (Celeina Ann)
- Crash The Server (ep. 20), testo, musica e arrangiamento: Denzel Curry e Flying Lotus; canto: Denzel Curry
- Ezekiel (ep. 21), testo, musica e arrangiamento: Denzel Curry e Flying Lotus; canto: Denzel Curry
- Lay It All On Me (ep. 21), testo, musica e arrangiamento: Isaac Gracie; canto: Carole (Nai Br.XX) e Tuesday (Celeina Ann)
- After The Fire （ep. 22）, Testo, musica e arrangiamento: Fraser T. Smith e Tim Rice-Oxley; canto: Crystal (Lauren Dyson), Carole (Nai Br.XX) e Tuesday (Celeina Ann)
- Endless (ep. 22), testo: Alisa; musica e arrangiamento: D.A.N.; canto: Angela (Alisa)
- Streamophone Awards (ep. 22), testo, musica e arrangiamento: Taku Takahashi, canto: Carole (Nai Br.XX) e Tuesday (Celeina Ann)
- The Tower (ep. 23), testo, musica e arrangiamento: Timothy Lanham, Greif-Neil, Cole M. e Justin Hayward-Young; canto: Angela (Alisa)
- Mother (ep. 24), testo, musica e arrangiamento: Justin Gray e Evan Bogart; canto: Voices from Mars (Lauren Dyson. Jessica Ashley Karpov, Marker Starling, Madison McFerrin, J R Price, Alisa, Nai Br.XX, Celeina Ann)

L'album Vocal collection vol. 1 con i brani dei primi 12 episodi è stato distribuito a partire dal 31 luglio 2019. L'album è composto da 18 tracce con brani cantati dai personaggi della serie. La canzone intitolata The Loneliest Girl utilizzata negli episodi 2 e 12, è stata resa disponibile sui principali servizi di streaming digitale il 27 giugno 2019.

#### Episodi
| Nº | Titolo originale | In onda           | In onda          |
| Nº | Titolo originale | Giapponese        | Italiano         |
| 1  | True colors | 10 aprile 2019    | 30 agosto 2019   |
| 1  | Tuesday Simmons, figlia adolescente di un importante politico, vive su Marte ormai terraformato ed è soggetta ad un'educazione rigida; Fugge perciò da casa per poter fare una cosa che le era stata sempre impedita: fare musica. Giunta ad Alba City, il caso la porta ad incontrate Carole, un'altra giovane aspirante musicista appena licenziata dal suo lavoro part-time e le due ragazze decidono di coabitare e di fare musica assieme. Nel frattempo la celebre modella Angela Carpenter viene messa sotto contratto come cantante "fantoccio" da Tao, uno dei più grandi manager musicali, esperto nell'utilizzo delle intelligenze artificiali per la creazione e l'esecuzione dei brani musicali. |                   |                  |
| 2  | Born to run | 17 aprile 2019    | 30 agosto 2019   |
| 2  | Mentre Angela subisce da Tao un addestramento molto duro, Carole e Tuesday si intrufolano in una sala da concerto per suonare un loro brano su un vero pianoforte. La loro esibizione è filmata di nascosto dal tecnico Roddy che la posta immediatamente su Internet facendola diventare virale. Vedendo il video, Gus Goldman un vecchio manager musicale ormai messo da parte, riesce a rintracciare le due ragazze con l'aiuto di Roddy e si propone come loro manager. |                   |                  |
| 3  | Fire and Rain | 24 aprile 2019    | 30 agosto 2019   |
| 3  | Mentre Carole e Tuesday scrivono una nuova canzone ispirate da una lavatrice a gettoni, Gus e Roddy ottengono un incontro con DJ Ertegun, una star nell'ambito della promozione musicale. Quando però le due ragazze vanno all'appuntamento, si rendono conto della sua personalità squallida e meschina e interrompono l'incontro. |                   |                  |
| 4  | Video Killed the Radio Star | 1º maggio 2019    | 30 agosto 2019   |
| 4  | Dopo il fallimento del primo tentativo di promozione musicale, Carole, Tuesday, Gus e Roddy decidono di fare un video musicale che possa diventare virale. Comprano il robot regista "IDEA" ad una svendita on-line e Gus convince la sua ex-moglie Marie a prendere parte al progetto come stilista, Nonostante l'impegno profuso nella ricerca dei materiali per il video, che avrebbe dovuto essere incentrato sulla danza e sui robot-zombi, l'impresa fallisce perché IDEA si rivela essere un incapace che desidera solo bere birra. La clip finale è orribile e le ragazze si ritrovano con un secondo fallimento. |                   |                  |
| 5  | Every Breath You Take | 8 maggio 2019     | 30 agosto 2019   |
| 5  | Gus e Roddy tentano di organizzare il primo concerto delle ragazze. Gus non riesce però a convincere il suo ex collega Höfner e Roddy ottiene soltanto da Beth, proprietaria di uno dei pochi locali indipendenti della città, la possibilità che Carole e Tuesday cantino una sola canzone. Al momento dell'esibizione nel locale ci sono solo dieci avventori, ma la canzone viene comunque accolta calorosamente. Il fratello di Tuesday, arrivato in città per cercarla e riportarla a casa, entra per caso nel locale durante l'esibizione della sorella e dopo averla ascoltata se ne va di nascosto senza tentare di riportarla indietro. Una performance a cappella di Angela convince il magnate Schwartz ad effettuare su di lei un ingente investimento. |                   |                  |
| 6  | Life Is a Carnival | 15 maggio 2019    | 30 agosto 2019   |
| 6  | Gus riesce ad ottenere che Carole e Tuesday, durante il prestigioso Festival Cydonia, diventino un rimpiazzo per la volubile star Joshua che potrebbe rinunciare a cantare come troppe volte ha già fatto. Al festival le ragazze, che potrebbero avere la possibilità di esibirsi davanti a centomila persone, sono in preda al panico, ma sono incoraggiate da Skip, un veterano del festival che le ha riconosciute avendo visto il loro primo video. Come previsto Joshua sembra rinunciare alla sua esibizione e Carole e Tuesday vengono chiamate sul palco. Di fronte a una folla ostile, riescono a cantare parte della canzone che avevano preparato per l'occasione, prima che Joshua, in modo imprevisto, salga sul palco per la sua esibizione. Le due ragazze sono abbattute per la mancata occasione, ma Crystal, un'altra cantante molto famosa, si complimenta sinceramente, rialzando loro il morale.                                                               |                   |                  |
| 7  | Show Me The Way | 22 maggio 2019    | 30 agosto 2019   |
| 7  | Gus iscrive Carole e Tuesday al talent show "Mars Brightest". Nel turno preliminare le ragazze incontrano la suscettibile star dei social media Pyotr e si esibiscono dopo una serie di concorrenti alquanto bizzarri. Dopo la prova Tuesday è scoraggiata, rendendosi conto che in realtà non conosce nulla della vita di Carole e che in fondo ha sempre pensato a se stessa, ma una sincera chiacchierata in riva al fiume con la sua amica le fa passare la malinconia. Le due ragazze vengono selezionate per le finali e affrontano i media per la prima volta, mentre Angela, il cui rapporto con sua madre diventa sempre più distaccato, viene selezionata direttamente come concorrente della finale senza passare per le selezioni, essendo un'artista già affermata. |                   |                  |
| 8  | All the Young Dudes | 29 maggio 2019    | 30 agosto 2019   |
| 8  | Quarti di finale di "Mars Brightest". Carole e Tuesday sono in competizione con OG Bulldog, vincono e passano il turno. Angela, che in questa fase è soltanto una spettatrice, denigra pesantemente le due ragazze, un chiaro segno che le considera come uniche rivali alla sua altezza. |                   |                  |
| 9  | Dancing Queen | 5 giugno 2019     | 30 agosto 2019   |
| 9  | La seconda giornata dei quarti di finale comincia con il quartetto di drag queen Mermaid Sisters, che però perdono contro l'esoterica GGK. Di seguito Angela sconfigge Cybelle. Tao viene ad assistere alla gara non per l'esibizione di Angela, ma perché è interessato a Carole e Tuesday. Cybelle, dopo aver saputo di aver perso si aggrappa possessivamente alla sconcertata Tuesday, che alla fine rifiuta la sua offerta di fondare un nuovo gruppo con lei. |                   |                  |
| 10 | River Deep, Mountain High | 12 giugno 2019    | 30 agosto 2019   |
| 10 | Nelle semifinali GGK è in competizione con Angela. Tao, dopo aver sentito la canzone di GGK, fa cambiare all'ultimo momento la canzone ad Angela, che con quella mossa riesce a vincere lo scontro. Pyotr è in competizione con Carole e Tuesday e mentre si esibisce Tuesday va a cercare Cybelle, preoccupata per la reazione al suo rifiuto. Pochi minuti prima del loro turno, Carole scopre che Tuesday ha appena subito una ferita da ustioni al braccio dopo aver aperto un misterioso regalo che le era stato indirizzato. |                   |                  |
| 11 | With or Without You | 19 giugno 2019    | 30 agosto 2019   |
| 11 | Le ustioni di Tuesday le impediscono di suonare e lei e Carole sono costrette a cantare una canzone dove non era previsto l'accompagnamento della chitarra. Inaspettatamente riescono a battere Pyotr nonostante il parere negativo del giudice Ertegun. Si scopre che la responsabile dell'attacco a Tuesday è Cybelle, che viene arrestata. Mentre Carole e Tuesday dopo la gara parlano delle loro preoccupazioni, due energumeni inviati dalla famiglia di Tuesday la prelevano con la forza per riportarla a casa, nonostante il tentativo disperato di Carole di impedirlo. |                   |                  |
| 12 | We've Only Just Begun | 26 giugno 2019    | 30 agosto 2019   |
| 12 | La madre di Tuesday confina la ragazza nella sua stanza, rendendole quindi impossibile partecipare alle finali. Con l'aiuto di Gus, Roddy e Spencer, Tuesday però riesce a fuggire e a raggiungere Carole. Dopo una franca discussione la loro amicizia ne esce rafforzata, ma a causa del ritardo nel raggiungere lo studio televisivo le ragazze vengono squalificate, anche se ottengono la possibilità di esibirsi lo stesso. Angela risulta quindi vincitrice, ma l'esibizione di Carole e Tuesday convince i giudici a dar loro la possibilità di debuttare assieme ad Angela. |                   |                  |
| 13 | Walk This Way | 10 luglio 2019    | 24 dicembre 2019 |
| 13 | Carole e Tuesday, reduci da un'intervista, vengono disturbate da alcuni ragazzi nella lavanderia a gettoni, ma Dann, un nuovo cliente, li caccia. Gus rifiuta un contratto con troppe restrizioni offertogli da un importante produttore e porta Carole e Tuesday nei bassifondi della città per trovare il mitico produttore in pensione Toby, apparentemente un vecchio squilibrato. La madre di Tuesday, Valerie Simmons, assistita dal figlio Spencer, lancia la sua campagna elettorale con un messaggio anti-immigrazione. |                   |                  |
| 14 | The Kids Are Alright | 17 luglio 2019    | 24 dicembre 2019 |
| 14 | Dopo averle ascoltate cantare, Toby decide di produrre il singolo d'esordio di Carole e Tuesday. Con Skip e i suoi amici come supporto, le due ragazze registrano la canzone ed eccezionalmente Toby rimane soddisfatto della prestazione dopo "soltanto" 52 take. Nel frattempo, un reporter intervista senza successo Tuesday sulla posizione isolazionista contro la Terra che sua madre sta portando avanti. Carole incontra nella lavanderia dov'è solita andare un uomo misterioso, Dan, che le insegna delle mosse di aikidō per difendersi. Poco prima della partenza dell'uomo, egli le confessa di essere suo padre e le racconta il motivo del suo abbandono; le dice anche che dopo diciassette anni di prigione sulla Terra, aveva usato il suo permesso in libertà vigilata per ritrovarla e rivederla anche solo per pochi istanti, promettendole poi di rincontrarla in futuro.                                                                                      |                   |                  |
| 15 | God Only Knows | 31 luglio 2019    | 24 dicembre 2019 |
| 15 | Desmond è un famosissimo musicista, solitario ed eccentrico, una vera leggenda vivente. Invita Carole e Tuesday nel giardino della sua enorme abitazione perché colpito dal modo di fare musica delle due ragazze. Dopo aver riflettuto con loro sul senso della vita e dell'amicizia, incurabilmente malato e prossimo alla morte fa ascoltare alle ragazze la sua ultima canzone. Nel frattempo, Valerie incontra Hamilton, il presidente in carica di Marte, in un dibattito elettorale. Nel suo programma elettorale propone il respingimento dei migranti terrestri, che vede come una minaccia per Marte, e la rottura degli accordi commerciali con la Terra. |                   |                  |
| 16 | A Natural Woman | 7 agosto 2019     | 24 dicembre 2019 |
| 16 | Carole e Tuesday con il loro primo singolo raggiungono il 53º posto nelle classifiche. È un buon risultato per due debuttanti, anche se il singolo di Angela è balzato immediatamente al primo posto. Gus, cercando di rafforzare la popolarità delle ragazze, organizza un concerto e loro ingaggiano un batterista, un bassista e un chitarrista. Nel frattempo Gus incontra Flora, una vecchia artista che lui aveva lanciato tanti anni prima e che ora, abbandonata da tutti, si era isolata dal mondo della musica. La sua cover che Carole e Tuesday le dedicano durante il loro concerto riesce però a farle riscoprire emozioni che credeva ormai dimenticate. |                   |                  |
| 17 | Head Over Heels | 14 agosto 2019    | 24 dicembre 2019 |
| 17 | L'intelligenza artificiale che gestisce le finanze di Ertegun scappa con tutti i soldi lasciandolo sul lastrico. Anche la sua maestosa villa viene pignorata e a lui non rimane che andare a dormire a casa di Roddy. Dal momento che Ertegun ha perso completamente la fiducia in se stesso, Roddy lo accompagna da Carole e Tuesday, impegnate nella registrazione del loro primo album. Ertegun riesce a ritrovare se stesso e la propria creatività, e ciò lo spinge a recarsi da Tao per offrirgli la sua collaborazione per un nuovo brano di Angela. |                   |                  |
| 18 | Only Love Can Break Your Heart | 21 agosto 2019    | 24 dicembre 2019 |
| 18 | Carole e Tuesday vengono invitate a suonare durante la nuova edizione del Festival Cydonia che si terrà in autunno e sperano di ottenere più successo dell'edizione precedente. Tuesday decide di incontrare per un'intervista Kyle, il giornalista interessato alle vicende politiche di sua madre Valerie. Durante l'intervista Tuesday rivela tutte le sue preoccupazioni a Kyle, rimanendo gradualmente attratta dal ragazzo. Nel frattempo l'impianto meteorologico che gestisce il clima della città rimane danneggiato da un attentato e l'evento viene sfruttato da Valerie nella sua politica contro gli immigrati dalla Terra. Quando Tuesday ritorna all'albergo dove alloggia Kyle per portargli un regalo, lo vede in compagnia di una donna; la ragazza torna tristemente a casa, sotto la neve causata da un clima impazzito, e trova conforto solo in Carole, che preoccupata per il suo ritardo era andata a cercarla.                                              |                   |                  |
| 19 | People Get Ready | 28 agosto 2019    | 24 dicembre 2019 |
| 19 | Quando Tao scopre che Angela da qualche tempo è vittima di uno stalker, decide di catturarlo. Angela sarà l'ospite a sorpresa di Ertegun durante il Festival Cydonia, e anche Carole e Tuesday si stanno preparando per il festival studiando un numero ad effetto. Proprio poco prima dell'esibizione di Angela, lo stalker viene fermato da Tao, così la ragazza può effettuare la sua esibizione con tranquillità. Carole e Tuesday, dopo l'incredibile esibizione di Angela, decidono di presentarsi al pubblico senza esagerazioni, rinunciando allo spettacolo sopra le righe che avevano preparato. |                   |                  |
| 20 | Immigrant Song | 4 settembre 2019  | 24 dicembre 2019 |
| 20 | Carole e Tuesday e Angela sono nominate al prestigioso premio Grammy per l'artista esordiente e nel frattempo Carole entra in contatto con Amer, l'unico vero amico che aveva avuto nell'orfanotrofio sulla Terra e che ora era diventato famoso su Marte come Ezekiel il rapper. Intanto la linea politica populista contro gli immigrati porta un aumento di popolarità alla candidata alla presidenza Valerie, soprattutto dopo che lei incolpa proprio gli immigrati dell'attentato agli impianti meteorologici della città. A Tao, che aveva rifiutato di contribuire come esperto di IA alla campagna presidenziale di Valerie, vengono imputati reati commessi otto anni prima e il procuratore federale di Marte lo fa arrestare. Anche Ezekiel, famoso per le sue canzoni di protesta, viene arrestato con l'accusa di immigrazione clandestina. |                   |                  |
| 21 | It's Too Late | 11 settembre 2019 | 24 dicembre 2019 |
| 21 | Angela scopre che quella che credeva sua madre è solo una madre adottiva, che l'ha da sempre sfruttata facendola lavorare nel mondo dello spettacolo fin da piccola. Con Tao in arresto Angela è rimasta sola ed entra in una crisi profonda. Carole e Tuesday riescono finalmente a trovare la canzone di chiusura del loro album, ottenendo perfino gli elogi del terribile Toby. Intanto Spencer finge di voler collaborare con la madre Valerie, ormai in testa ai sondaggi, per trovare informazioni compromettenti da passare a Kyle. Quando Tao viene rilasciato su cauzione e scatena la potenza delle sue IA per vendicarsi di Schwartz, colui che l'ha fatto arrestare, riceve sul cellulare un messaggio di Angela, una richiesta disperata di aiuto. |                   |                  |
| 22 | Just like Heaven | 18 settembre 2019 | 24 dicembre 2019 |
| 22 | Crystal si esibirà assieme a Carole e Tuesday durante il Grammy e suggerisce loro il tema della canzone che avrebbero cantato: una fiamma di speranza nell'oscurità dei tempi cupi che si preannunciavano. Dahlia è ricoverata all'ospedale, assistita da una disperata Angela, e muore proprio il giorno della premiazione. Angela nonostante tutto si presenta allo spettacolo, perché sa che la madre avrebbe voluto così, ma a metà della sua esibizione sviene sul palco. |                   |                  |
| 23 | Don't Stop Believin' | 25 settembre 2019 | 24 dicembre 2019 |
| 23 | Angela è svenuta per un'overdose di sostanze antidolorifiche e psicotrope, e viene ricoverata in ospedale. Nel frattempo, Skip e altri musicisti come lui che si oppongono alla censura ispirata dalla politica reazionaria della candidata alle elezioni presidenziali, vengono arrestati. Dopo aver appreso queste notizie, Carole e Tuesday indicono una riunione con Gus, Roddy, Toby ed Ertegun, dove propongono di riunire per il primo giorno dell'anno i musicisti di ogni parte di Marte per cantare insieme in uno spettacolo di solidarietà. Invitano anche Angela, che però è ancora in ospedale, prostrata dalla morte della matrigna e dalla convinzione di essere stata abbandonata da tutti. Tao, nonostante sia ormai braccato dalla polizia, riesce, con l'aiuto delle sue IA, nel suo intento di reperire dalla rete di computer molte informazioni compromettenti e si reca in ospedale rispondendo così al messaggio di aiuto che Angela gli aveva indirizzato. |                   |                  |
| 24 | A Change is Gonna Come | 2 ottobre 2019    | 24 dicembre 2019 |
| 24 | Tao rivela ad Angela di essere il primo essere umano nato in provetta con l'utilizzo dell'ingegneria genetica e che lei era la seconda. Alla vigilia di Capodanno, tutti i grandi artisti di Marte, compresa Angela, si riuniscono segretamente nella Mars Immigration Memorial Hall per cantare la canzone Mother composta da Carole e Tuesday, che verrà trasmessa in diretta in tutto il pianeta. Nel frattempo Valerie decide di ritirarsi dalla competizione politica dopo aver scoperto le trame del suo consigliere nella campagna elettorale. A mezzanotte iniziano finalmente quelli che verranno per sempre ricordati come i "miracolosi sette minuti": mentre la polizia si appresta a fare irruzione nell'auditorium, tutti gli artisti iniziano a cantare. |                   |                  |

### Manga

Copertina del primo volume dell'edizione italiana, raffigurante le protagoniste Tuesday e Carole

A partire dal 2 maggio 2019, l'editore giapponese Kadokawa Shoten ha iniziato le pubblicazioni nella rivista Young Ace di un adattamento manga illustrato da Morito Yamataka. I vari capitoli vengono raccolti in volumi tankōbon dal 4 settembre 2019
In Italia la serie è stata annunciata in occasione del Lucca Comics & Games 2020 e viene pubblicata da Panini Comics sotto l'etichetta Planet Manga dal 29 aprile 2021.

#### Volumi
| Nº | Data di prima pubblicazione | Data di prima pubblicazione | Data di prima pubblicazione | Data di prima pubblicazione |
| Nº | Giapponese                  | Giapponese                  | Italiano                    | Italiano                    |
| -- | --------------------------- | --------------------------- | --------------------------- | --------------------------- |
| 1  | 4 settembre 2019            | ISBN 978-4-04-108700-8      | 29 aprile 2021              | ISBN 978-88-912-9906-2      |
| 2  | 4 febbraio 2020             | ISBN 978-4-04-108701-5      | 29 aprile 2021              | ISBN 978-88-912-9907-9      |
| 3  | 4 settembre 2020            | ISBN 978-4-04-109925-4      | 29 aprile 2021              | ISBN 978-88-912-9908-6      |